# Largo de Santa Cecília
O Largo de Santa Cecília se localiza no distrito da região central da cidade de São Paulo. Tem em seu entorno a Rua das Palmeiras, onde, em continuação, tem início as ruas Sebastião Pereira, Helvetia, Ana Cintra e Amaral Gurgel.
Deve sua denominação à tradicional Paróquia Santa Cecília situada no centro do largo. (Santa Cecília é a Padroeira dos músicos). 
Seu lugar original era no Largo do Arouche, quando, em 1861, alguns moradores do bairro chamado Freguesia de Santa Ifigênia reivindicaram um terreno à Câmara Municipal.
No ano seguinte, os próprios moradores construíram uma capela de madeira, que se chamava Capela de São José e Santa Cecília. Sua existência ajudou na urbanização da região e, em 1880, dom Joaquim Arcoverde Albuquerque Cavalcanti criou a Paróquia Santa Cecília, tendo como primeiro vigário o então padre Duarte Leopoldo e Silva, que depois se tornaria arcebispo de São Paulo. Em sua homenagem, existe hoje, em frente à igreja, uma estátua dele. 
Em 1899 tiveram início as obras para a nova igreja, já no local conhecido hoje como Largo Santa Cecília. Ela foi inaugurada no dia da santa, em 22 de novembro de 1901. Para trazer beleza à obra, foram convocados dois dos grandes nomes da arte brasileira à época: Benedito Calixto e Oscar Pereira da Silva. O primeiro pintou as telas da vida e martírio de Santa Cecília, situados no presbitério e nas paredes laterais do altar e o segundo concebeu obras nas cúpulas central e lateral da igreja. Ambos trabalharam nas obras entre 1907 e 1917. No seu interior se encontram as relíquias de Santa Donata, expostas numa urna de mármore e vidro na nave esquerda da igreja, sendo uma das áreas mais visitadas.
Doze anos depois, a Chácara das Palmeiras, que se localizava nas imediações foi loteada e, em suas terras, abriram-se várias ruas. Começava o desenvolvimento de um novo bairro, também já batizado de Santa Cecília.
Nos meados da década de 40 do século XX, a Casa Clipper, que se tornara famosa no começo da avenida Brigadeiro Luís Antônio, mudou-se para o prédio hoje ocupado por um banco, na esquina do Largo Santa Cecília com a Rua Sebastião Pereira. A Clipper era uma conhecida loja de departamentos. Célebre ficou a boate que funcionava junto à Loja Clipper. Nela, o maestro Sílvio Mazzuca, destinado a tornar-se também célebre, criou a sua primeira orquestra.
Em 1983, após mais de duas décadas da retirada do bonde elétrico, o metrô fincou uma estação no largo Santa Cecília: "Santa Cecília" é uma estação da Linha 3-Vermelha do Metrô de São Paulo. Foi inaugurada no dia 10 de dezembro de 1983.